# Jacques Perrier (biskup)
Jacques Perrier (ur. 4 grudnia 1936 w Paryżu) – francuski duchowny rzymskokatolicki, w latach 1998-2012 biskup Tarbes i Lourdes.

## Życiorys
29 czerwca 1963 został wyświęcony na diakona. Święcenia kapłańskie przyjął 7 marca 1964. 22 czerwca 1990 został mianowany koadiutorem diecezji Chartres. Sakrę biskupią otrzymał 16 września 1990. 6 kwietnia 1991 objął urząd ordynariusza. Od 30 maja 1997 był koadiutorem Tarbes i Lourdes, rządy w diecezji 16 stycznia 1998. 11 lutego 2012 przeszedł na emeryturę.